# 蜚蠊对醌
蜚蠊对醌（英語：Blattellaquinone），也称为异戊酸龙胆醌酯（英語：gentisyl quinone isovalerate），化学式为C12H14O4，是德國姬蠊（Blattella germanica）的性信息素，由雌性蟑螂分泌来吸引雄蟑螂。